# 印度彈道導彈防禦系統計劃

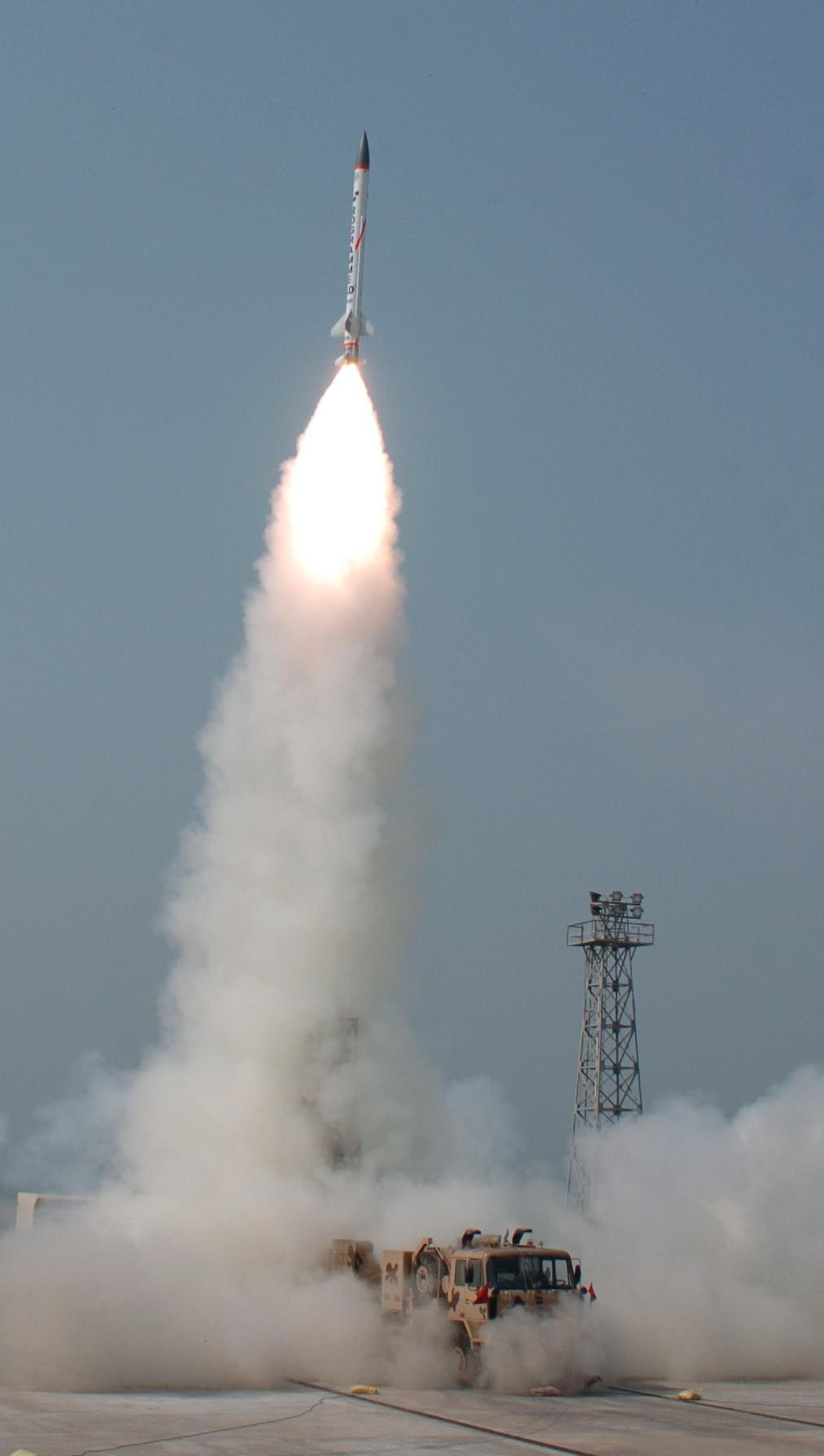
先進防空系統（AAD）導彈

印度彈道導彈防禦系統計劃（英語：Indian Ballistic Missile Defence Programme，BMD）是由國防研究及發展組織（DRDO）主導的印度反弹道导弹項目。
至今，該項目已衍生三種反導系統，包括大地防空系统（PAD）、先進防空系統（AAD）和大地防禦飛行器（PDV）。反導系統的成功開發使印度成為繼美國、俄羅斯、中國、以色列之後第五個成功研製反導系統的國家。

## 背景
自二十世紀九十年代初，印度面臨的外來威脅愈趨增加。在過去，印度與鄰國巴基斯坦和中華人民共和國都曾經發生過戰爭，致使該地區的局勢一直彌漫著緊張的氣氛。1995年8月，面對巴基斯坦的發展彈道導彈，印度曾經向俄羅斯採購6個發射連S-300防空系統，然而S-300防空系統未能滿足於印度的需求，至此印度便積極發展自身的防空系統。
1999年，印度正式展開彈道導彈防禦系統的開發工作。同時，印度國防研究及發展組織（DRDO）也和以色列航太工業合作，其中項目的成功也離不開以色列的支持。

## 第一階段
最初的研製始於1999年，當時約有40間國有或私營公司參與了反導系統的開發，它們當中包括巴拉特電子有限公司（BEL）、巴拉特動力有限公司（BDL）、拉森特博洛（L&T）。
第一階段主要是研發大地防空系统（PAD）和先進防空系統（AAD）兩種反導系統，其中大地負責外氣層的導彈防禦，能攔截50至80公里以內的目標，「先進」則負責大氣層內的導彈防禦，能攔截高達30公里的高度。

### 大地防空系统（PAD）

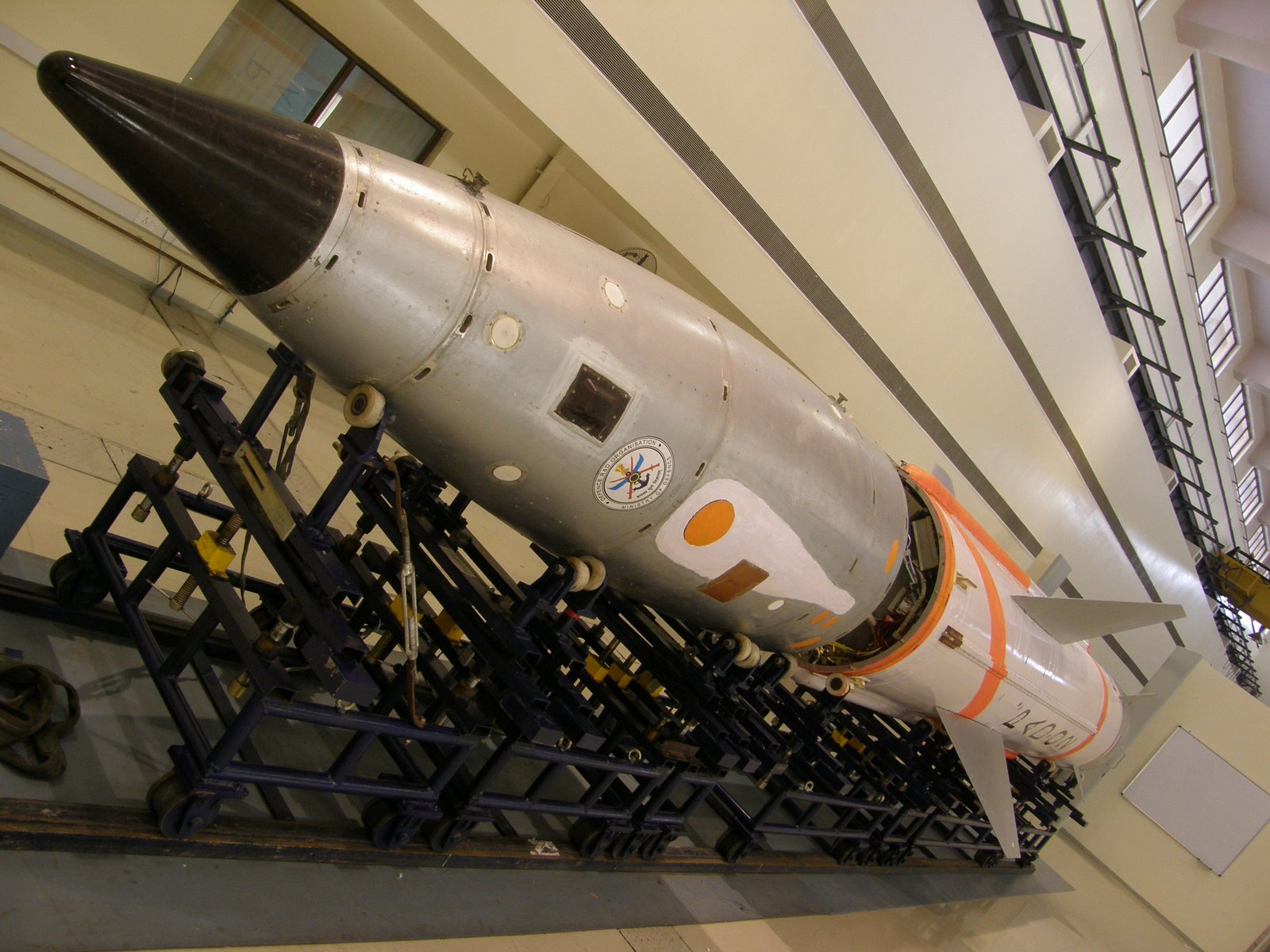
大地防空系统（PAD）導彈

大地防空系统（Prithvi Air Defence）是基於大地短程彈道導彈研發的反導系統，負責攔截外氣層的目標，最高射程達80公里。大地的發動機主要分為兩級，第一級是液體燃料推進、第二級則採用固體燃料推進，其中發動機能使大地具備在50公里（31英里）高度進行5g過載的機動能力。
大地採用與以色列合作名為劍魚遠程跟蹤雷達（LRTR）的有源相控陣雷達（AESA），能夠在600公里範圍內火控和跟蹤200個目標。同時，該系統也提供了「中段指令修正」加上「末段主動雷達」的復合制導。
印度導彈專家"維賈伊·庫馬爾·薩拉斯瓦特"（Vijay Kumar Saraswat）接受媒體採訪時曾聲稱，大地空系统能夠攔截射程範圍在300至2,000公里的彈道導彈。

### 先進防空系統（AAD）

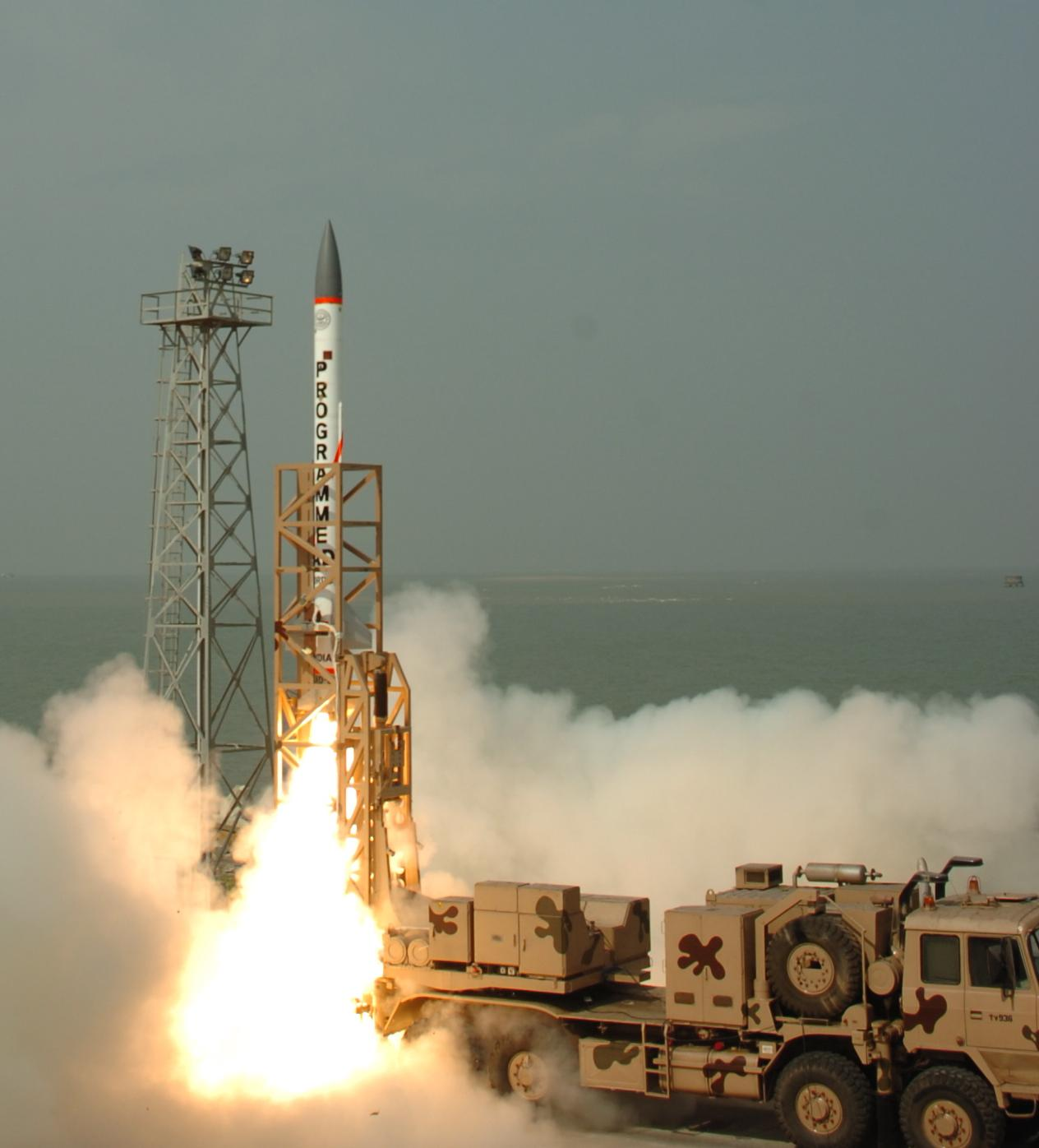
先進防空系統（AAD）導彈

先進防空系統（Advanced Air Defence）是一種負責大氣層內的反導系統，能夠在30公里的高度將目標攔截。「先進」採用單級固體燃料推進，與大地一樣採用「中段指令修正」加上「末段主動雷達」的復合制導系統。根據薩拉斯瓦特（V. K. Saraswat）所述，「先進」大約高7.5米、重約1.2噸、直徑小於0.5米。
印度軍方一直聲稱，「先進」能夠攔截射程達2,000公里的彈道導彈，但在每次的試驗中，「先進」也只是攔截模擬2,000公里射程導彈的目標。

### 兩款防空系統的試驗
2006年11月27日，印度進行了大地防空系統的首次試驗，由大地-2短程彈道導彈改進版作為目標在50公里高度成功被大地攔截，當時該導彈是模仿了中國售予巴基斯坦的东风-11短程弹道导弹（M-11）的飛行軌跡。
其後，印度國防研究和開發組織（DRDO）計劃測試攔截射程達1,500公里的導彈，並選擇了海軍軍艦作為目標發射平台，希望能在大約80公里的高將目標攔截。2009年3月6日，國防研究和開發組織（DRDO）按照計劃進行大地的第二次試驗，由海軍軍艦發射的「丹努什短程彈道導彈」模擬1,500公里的導彈射程軌跡，被劍魚雷達成功跟蹤並引導大地在大約80公里的高度成功將其攔截。
2007年12月6日，先進防空系統（AAD）進行了首次試驗，和大地首次試驗一樣，都是由大地-2短程彈道導彈改進版作為目標，在15公里的高度成功被攔截。
由於兩次首次試驗的成功，負責研發的科學家們因而充滿信心，並說要以「先進」（AAD）作為基礎開發一種達150公里射程的防空導彈，且將其以印度教的雙子神「雙馬童」（Ashvin）的名字命名。
2010年3月15日，原本印度國防研究和開發組織（DRDO）打算為「先進」進行第二次試驗，但作為射擊目標的大地-2短程彈道導彈在發射過程中偏離了原本的路徑和墜入大海，因此整次試驗被宣告失敗。2010年7月16日，「先進」再次進行試驗，從惠勒島的綜合試驗靶場（ITR）在15公里的高度成功發射並摧毀目標。2011年3月6日，印度成功在孟加拉灣16公里以上的高度試射了「先進」導彈並摧毀了一個大地導彈改型目標。2012年11月23日，印度再次成功試驗了「先進」防空導彈，從惠勒島發射的目標被「先進」摧毀。
2015年4月6日，印度進行了改進型「先進防空系統」的測試，該導彈原本成功從導彈發射筒發射，但由於導彈的其中一個子系統發生故障，使它偏離了原定的飛行路徑，導致試射任務失敗。這是先進防空系統（AAD）第十次試驗，也是第二次失敗。

## 第二階段
與第一階段主要負責攔截短程和中程彈道導彈不同，第二階段的目標是負責攔截遠程甚至洲際彈道導彈。2008年1月7日，印度正式宣布正在發展兩套高速攔截導彈，包括AD-1和AD-2，其目標是射程在5,000公里以內的彈道導彈。2009年3月9日，印度媒體指出該新型導彈的性能與美國的戰區高空防御飛彈相似，同樣也具備高超音速的速度，並且其雷達也有著超過1,500公里的探測能力。

### 大地防禦飛行器（PDV）
大地防禦飛行器（英語：Prithvi Defence Vehicle，中文又譯：普里特維國防車）在2009年首次被媒體曝光，是為大地防空系统（PAD）的升級版，其代號被印度國防研究和開發組織（DRDO）指定為PDV。新大地採用了全新的配備，包括兩級固體推進器和無限脈衝響應濾波器（IIR），其中新研發的兩級固體發動機將可為新大地產生音速六至七倍的速度。
根據國防研究和開發組織所述，大地防禦飛行器能夠擊中超過150公里高度的目標，並且可在外氣層中擊中超過120公里的目標。
2014年4月27日，新大地防空系統進行首次試驗，該次試驗目的主要是從外氣層中攔截並摧毀目標。在試驗過程中，印度海軍軍艦從100公里外發射導彈後約4分鐘，被新大地攔截，
意味著印度的彈道導彈防禦系統計劃再次取得了階段性的勝利。

## 後續開發
薩拉斯瓦特（V. K. Saraswat）曾經表示，已經正在研究為「先進」防空系統開發出能夠防禦巡航導彈的系統，這或許意味著今後印度將具備攔截巡航導彈的能力。